# 干勇
干勇（1947年8月3日—），生于重庆，籍贯四川资阳，中国冶金材料专家。1987年取得钢铁研究总院博士学位。担任钢铁研究总院高级工程师、院长（2001年4月至今）。2001年当选为中国工程院院士。后来担任中国工程院副院长。

## 头衔
- 中国金属学会副理事长
- 中国材料协会副理事长
- 中国稀土学会副理事长